# Bolzenschrotzimmerung
Als Bolzenschrotzimmerung, Bolzenschrotausbau, Bolzenschrottzimmerung oder einfach nur Bolzenschroth bezeichnet man im Bergbau einen aus Holzgevieren bestehenden Schachtausbau.  Die Bolzenschrotzimmerung wird in Schächten eingebaut, die in nur wenig druckhaftem Gebirge geteuft sind. Sie gehört zur Gruppe der Geviertzimmerungen.

## Grundlagen und Geschichte
Bis ins 19. Jahrhundert wurden Schächte fast ausschließlich mit Holzausbau ausgebaut. Hierfür wurde bevorzugt Eichenholz oder auch Kiefern- oder Fichtenholz verwendet. Wurden Schächte in wenig druckhaftem Gebirge abgeteuft, musste in diesen Schächten der Ausbau nicht gesondert verstärkt werden. Zwischen den einzelnen Gevierten konnte dann ein je nach örtlicher Gegebenheit mehr oder weniger breiter Abstand gelassen werden. Oftmals reichte es aus, dass in regelmäßigen Abständen von bis zu einem Meter ein Geviert gesetzt wurde. Bei größeren Gebirgsdruck musste der Abstand der Gevierte auf 0,3 Meter verringert werden. Die einzelnen Gevierte wurden untereinander mittels Bolzen verstrebt. Eingebaut wurde die Bolzenschrotzimmerung früher zum Teil in tonnlägigen Schächten, aber auch in seigeren Schächten und Blindschächten. Dies lag daran, dass der Ausbau in Holz die kostengünstigste Variante war. Später wurden wichtige Förderschächte, die für einen größeren Zeitraum genutzt werden sollten, nicht mehr mit der Bolzenschrotzimmerung ausgebaut. Im Laufe des 20. Jahrhunderts wurde die Verwendung von Holzausbau in bestimmten Regionen aufgrund der Brandgefahr in neu abzuteufenden Tagesschächten vom Oberbergamt verboten. Nur in Blindschächten mit rechteckigem Schachtquerschnitt und in tonnlägigen Schächten, die auf der Lagerstätte abgeteuft wurden und mit eckigem Ausbau versehen wurden, wurde die Bolzenschrotzimmerung weiterhin eingebaut. Neben der Bolzenschrotzimmerung gibt es auch für Schächte mit druckhaftem Gebirge die ganze Schrotzimmerung.

## Aufbau und Zusammensetzung

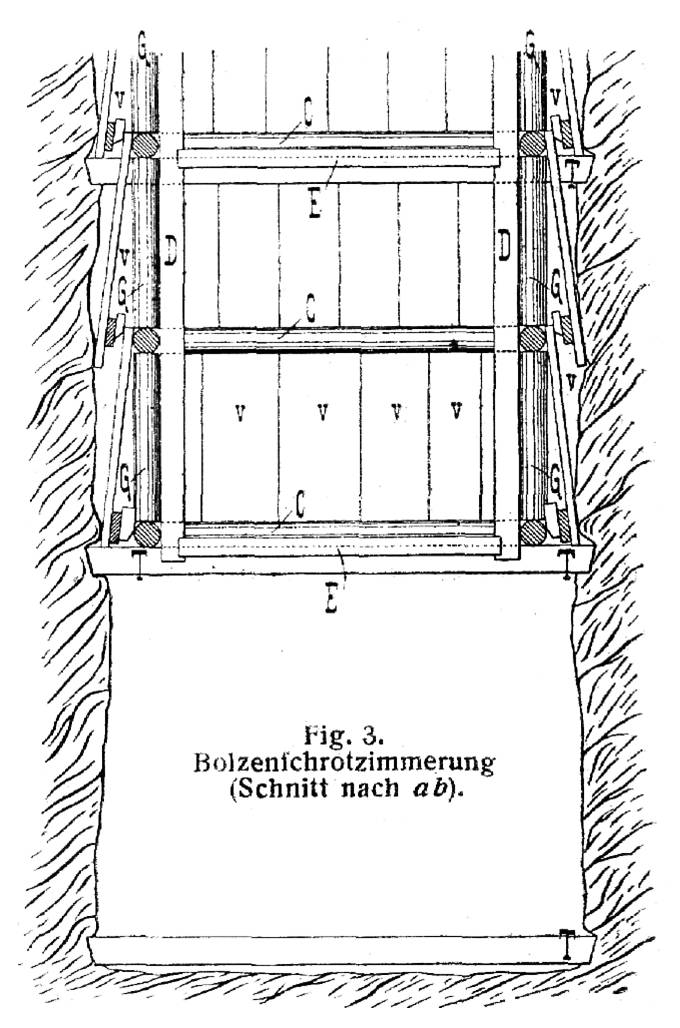
Bolzenschrotzimmerung bestehend aus den Gevieren, den Bolzen und dem Verzug

Zunächst werden über Tage als Fundament für das Fördergerüst zwei Paar Rüstbäume gelegt, die sich rechtwinklig kreuzen. Diese Rüstbäume bilden das erste Schachtgeviert, zudem wird durch sie die Größe der Schachtscheibe festgelegt. Die Gevierte für die Bolzenschrotzimmerung werden anschließend, je nach Fortschreiten des Abteufens, über Tage vorbereitet. Das Abteufen erfolgt bei standfestem Gebirge über mehrere Meter, bei nicht standfestem Gebirge wird nur soweit abgeteuft, bis ein weiteres Geviert eingebaut werden kann. Wird der Schacht über mehrere Meter geteuft, beginnt man zweckmäßigerweise mit dem Legen des untersten Gevierts und arbeitet sich bis oben durch, indem die nächsten Gevierte darüber gebaut werden. Kann aufgrund der schlechten Gebirgsverhältnisse nur immer für ein Geviert abgeteuft werden, dann wird von oben nach unten gebaut und das einzubauende Geviert wird mittels eiserner Klammern mit einem bestimmten Abstand, je nach Gebirge 0,3–1 Meter, temporär am oberen Geviert aufgehängt. Hierfür werden eiserne Laschen oder Haken aus Rundstahl oder starke Stahlseile verwendet. Anschließend werden zwischen die einzelnen Gevierte Bolzen zum Abspreizen eingebaut. Durch diese Bolzen werden die Gevierte auf einen vorgegebenen Abstand zueinander gehalten. Die Bolzen werden an den Ecken und an den Punkten, an denen Einstriche angebaut (eingezapft) werden, eingebaut. Bei Bedarf werden, je nach Stärke der Bolzen und Schachtdurchmesser, weitere Bolzen eingebaut. Die Bolzen werden in der Regel mittels eiserner Klammern mit den Gevierten verbunden. In Abständen von fünf bis zehn Metern wird ein Geviert mittels Tragehölzern, die in vorbereitete Bühnlöcher gesteckt werden, unterstützt. Diese so unterstützten Gevierte werden als Traggevierte bezeichnet. Sie dienen der Gewichtsentlastung. Die offen gebliebenen Felder zwischen den Gevierten werden anschließend mit Schwarten, Halbholz oder Pfählen aus Grubenholz verzogen. Damit die Verzughölzer nicht wegfallen können, müssen sie von hinten verkeilt werden. Die noch verbleibenden Hohlräume hinter dem Verzug müssen abschließend noch mit Bergen verfüllt werden. Bei starkem Gebirgsdruck werden die Gevierte mittels Wandrutenzimmerung verstärkt.